# Вторая речь против Филиппа
«Вторая речь против Филиппа» (др.-греч. κατὰ Φιλίππου Β) — речь древнегреческого оратора Демосфена, сохранившаяся в составе «демосфеновского корпуса» под номером VI. Была произнесена в афинском Народном собрании в 344 году до н. э. и стала второй из речей, направленных против захватнической политики царя Македонии Филиппа II («филиппик»).
После заключения Филократова мира царь Македонии Филипп II начал вмешиваться в дела Пелопоннеса. В 344 году до н. э. он поддержал мессенцев, аргивян и аркадян против Спарты, тогда как Афины заняли сторону последней. Демосфен был в составе посольства, направившегося к союзникам Македонии, чтобы объяснить, что в действительности цель Филиппа — подчинить всю Грецию. Позже мессенцы и аргивяне прислали в Афины ответные посольства, и туда же прибыли послы Филиппа. В Народном собрании начались прения о том, какие ответы дать послам разных государств. В ходе этих прений Демосфен произнёс речь, повторив в ней тезисы, которые озвучивал прежде в городах Пелопоннеса. Он заявил, что Афины хотят не восстановления гегемонии Спарты, а создания общей антимакедонской коалиции, постарался обратить внимание слушателей на коварство Филиппа и на серьёзность угроз с его стороны.
В дальнейшем македонский царь отказался от интриг в Пелопоннесе. Это могло быть связано в том числе с эффектом от выступления Демосфена.